# Andrei Florean
Andrei Alexandru Florean (n. 3 aprilie 1992, Comănești, România) este un fotbalist român, care evoluează pe postul de mijlocaș dreapta la clubul din Liga a IV-a Iași, CSM Pașcani.